# Pécsvárad
Pécsvárad (in tedesco Petschwar, in croato Pečvar)  è una città dell'Ungheria situato nella contea di Baranya, nella regione del Transdanubio Meridionale di 4.058 abitanti (dati 2009)

## Società

### Evoluzione demografica
Secondo i dati del censimento 2001 il 94,3% degli abitanti è di etnia ungherese

## Amministrazione

### Gemellaggi
Pécsvárad è gemellata con:
- Külsheim
- Hausmannstätten